# Pimpinellros
Pimpinellros (Rosa spinosissima)  är en art i familjen rosväxter och förekommer naturligt från Europa till västra Sibirien, sydvästra Asien och nordvästra Afrika. I Sverige förekommer arten vild endast i Bohuslän. Pimpinellros växer i öppna miljöer, på hedar och sandmark.
Pimpinellros är en lövfällande buske med underjordiska jordstammar och bildar ofta täta snår. Den kan bli upp till två meter, men är vanligen lägre. Grenarna är tätt taggiga, med raka eller svagt böjda, oliklånga taggar. Bladen har oftast 2–3 bladpar och ett uddblad. Småbladen är kala, gleshåriga eller klibbhåriga, de är små och rundade i formen, vanligen 1–1,5 cm långa. Blommorna är upp till 6 cm vida, vanligen vita, men ibland ljust rosa eller gulaktiga. Foderbladen är hela, upprätta, avsmalnande och kvarsittande. Nyponen är kala och runda, först svartröda men blir senare helt svarta, eller ibland helt röda. De mognar relativt sent. Pimpinellros blommar i juni i Sverige.
Artepitetet spinosissima (lat.) betyder mycket taggig. Det svenska namnen syftar på bladens likhet med arter i pimpinellsläktet (Sanguisorba).

## Sorter
Odlade och förvildade exemplar är ofta fylldblommiga eller halvt fylldblommiga. De förekommer flera kloner som samlas under namnet fylld pimpinellros (R. spinosissima Plena-Gruppen) och kallas populart för Finlands vita ros.

## Varieteter
- var. spinosissima – har kvistar som är tätt taggiga. Bladen är kala och enkelt tandade. Blommorna är relativt små och blir 2,5–5 cm vida. Kronbladen är vita, rosa eller gulaktiga. Blomskaften är ludna och klibbhåriga som unga. Förekommer i nästan hela utbredningsområdet.

- Borstpimpinellros (var. myriacantha) – grenarna har tätt sittande taggar. Bladen är klibbhåriga och dubbelt tandade. Förekommer från södra och sydöstra Europa till Kaukasus.

- Orientalisk pimpinellros (var. altaica) – kvistarna är endast sparsamt taggiga. Blommorna blir större, 4–6 cm vida med vita kronblad. Blomskaften är kala. Förekommer i Sibirien och norra Kina.

## Hybrider
Trädgårdsformer och hybrider av pimpinellrosen förs till spinosissimarosor (R. Spinosissima-gruppen).
Hybriden med kärros (R. palustris) har fått namnet Rosa ×kochiana.

## Synonymer

### Svenska synonymer
Har även kallats klittros. Orientalisk pimpinellros har tidigare kallats stor pimpinellros.

### Vetenskapliga synonymer
Cottetia pimpinellifolia (L.) Gand.
Rosa agustiana Sennen
Rosa agustiana Sennen nom. nud.
Rosa chamaerhodon Vill.
Rosa gentilis Sternb.
Rosa mathonetii Crép.
Rosa mitissima C.C.Gmel.
Rosa pimpinellifolia L.
Rosa pimpinellifolia subsp. gentilis (Sternb.) Nyman
Rosa pimpinellifolia subsp. rubella (Sm.) Nyman
Rosa pimpinellifolia var. arenivaga Rouy & E.G.Camus
Rosa pimpinellifolia var. hispida Godet
Rosa pimpinellifolia var. hispidissima Rouy & E.G.Camus
Rosa pimpinellifolia var. laevis Rouy & E.G.Camus
Rosa pimpinellifolia var. microphylla Rouy & E.G.Camus
Rosa pimpinellifolia var. mitis Gren.
Rosa poteriifolia Besser
Rosa rubella Sm.
Rosa scotica Mill.
Rosa spinosissima subsp. pimpinellifolia (L.) Hook.f.
Rosa spinosissima subsp. pimpinellifolia (L.) Soó
Rosa spinosissima var. pimpinellifolia (L.) Poir.
Rosa tchatyrdagii Chrshan.
var. altaica (Willdenow) Rehder 
Rosa altaica Willd.
Rosa grandiflora Lindl. nom. illeg.
Rosa pimpinellifolia var. altaica (Willd.) Thory
Rosa spinosissima var. altaica 'Grandiflora'
var. myriacantha (DC.) Koehne
Rosa campestris var. myriacantha (DC.) Wallr.
Rosa granatensis Willk.
Rosa javalambrensis Pau
Rosa myriacantha DC.
Rosa myriacantha f. pyriformis Pau in sched., nom. nud.
Rosa myriacantha var. pumila Desv. nom. illeg.
Rosa myriacantha var. pyriformis Pau nom. nud.
Rosa myriacantha var. ripartii (Déségl.) Nyman
Rosa pimpinellifolia subsp. myriacantha (DC.) O.Bolòs & Vigo
Rosa pimpinellifolia var. adenophora Gren.
Rosa pimpinellifolia var. baicheriana Rouy & E.G.Camus
Rosa pimpinellifolia var. breviseta Pau in sched., nom. nud.
Rosa pimpinellifolia var. ripartii (Déségl.) Dumort.
Rosa pimpinellifolia var. vallotii Rouy & E.G.Camus
Rosa ripartii Déségl.
Rosa spinosissima f. baicheriana (Rouy) R. Keller
Rosa spinosissima f. breviseta Pau ex C. Vicioso nom. inval.
Rosa spinosissima f. javalambrensis (Pau) C. Vicioso
Rosa spinosissima f. pyriformis Pau ex C. Vicioso nom. inval.
Rosa spinosissima f. vallotii (Rouy) R. Keller
Rosa spinosissima subsp. myriacantha (DC.) C. Vicioso
Rosa spinosissima subvar. baicheriana (Rouy) C. Vicioso
Rosa spinosissima subvar. granatensis (Willk.) C. Vicioso
Rosa spinosissima subvar. vallotii (Rouy) C. Vicioso
Rosa spinosissima var. baicheriana (Rouy) C. Vicioso
Rosa spinosissima var. granatensis (Willk.) C. Vicioso
Rosa spinosissima var. javalambrensis (Pau) C. Vicioso
Rosa spinosissima var. myriacantha (DC.) Loisel.
Rosa spinosissima var. pyriformis Pau ex C. Vicioso nom. inval.
Rosa spinosissima var. ripartii (Déségl.) Baker
Rosa spinosissima var. ripartii (Déségl.) C. Vicioso comb. superfl.
Rosa spinosissima var. vallotii (Rouy) C. Vicioso
Rosa villosa var. myriacantha (DC.) Lapeyr.